# Euphrosine keldyshi
Euphrosine keldyshi är en ringmaskart som beskrevs av Detinova 1986. Euphrosine keldyshi ingår i släktet Euphrosine och familjen Euphrosinidae. Inga underarter finns listade i Catalogue of Life.